# Исидор Јурјевски
Свештеномученик Исидор је хришћански светитељ и мученик.
Исидор је био свештеник у Цркви Светог Николаја у граду Јурјеву (данас Тарту у Естонији). Као поборник православља он је често подстицао тамошње Немце да пређу из римокатолицизма у православље. То је јављено бискупу и немачким властима, тако да су на Богојављење, за време освећења воде на реци Емајоги, Исидор и присутни верници ухапшени и изведени пред суд. На суду су мучени и приморавани да се одрекну православне вере и пређу у католицизам. Пошто нису хтели да се одрекну православља затворени су. У тамници се Исидор причестио Светим тајнама које је имао код себе, а причестио је и све вернике који су били са њим. После тога су изведени из тамнице пред окупљени народ, где су убеђивани и приморавани да се одрекну православља, што су они одбили. Тада је бискуп наредио да Исидора обуку у свештеничку одежду и да га са 72 верника баце у реку на оном месту где је он освећивао воду на Богојављење.
У хришћанској традицији се помиње да су се на пролеће, недалеко од Јурјева, на површини реке, појавила тела свих убијених. Тада су православци узели њихова тела и сахранили их у Јурјеву крај Цркве Светог Николаја. Исидор је са верницима убијен 1472. године.
Православна црква га са 72 верника слави 8. јануара по јулијанском календару, а 21. јануара по грегоријанском календару.